# 高佑錫
高 佑錫（コ・ウソク、韓国語: 고우석、1998年8月6日 - ）は、大韓民国仁川広域市江華郡席毛島出身のプロ野球選手（投手）。
従兄弟は元プロ野球選手の柳在裕。妻はプロ野球選手の李政厚の妹である。

## 経歴

### プロ入りとツインズ時代
2017年の韓国プロ野球新人ドラフトで、LGツインズから1次指名を受けて入団。1年目から、新人としては異例の一軍春季キャンプ合流を果たした。
2017年4月14日に李柄奎とともに一軍に登録され、4月16日のKTウィズ戦でプロ初登板。リリーフで1イニング1失点を記録した。
2018年6月17日のKIAタイガース戦でプロ初勝利を記録。以降、シーズン終了まで勝ちパターンのリリーフとしてフル回転した。
2019年は、4月中旬に守護神であった鄭粲憲が二軍に降格したため、そのポジションを奪い活躍した。セーブ王のタイトルは惜しくも1個差で河載勲に奪われたが、最終的に8勝35セーブを記録。同年11月にはWBSCプレミア12に韓国代表として出場、3試合に登板し3回2失点3奪三振の成績を残した。
2021年は1年延期された東京オリンピックの韓国代表に選出された。準決勝の日本戦では、2対2の同点で迎えた8回に近藤健介のゴロを処理する際にベースを踏み損ねるというボーンヘッドを犯し、このミスから決勝点を献上して敗戦投手となった。
2022年10月8日のロッテ・ジャイアンツの李大浩の引退試合にて、李大浩本人が8回に投手として登板した際に打者として対戦した。なお、高はこれがプロ初打席であり、結果は投ゴロだった。同年は42セーブで初の最多セーブの個人タイトルを獲得した。
2023年はシーズン開幕前の3月に開催された第5回ワールド・ベースボール・クラシック(WBC)の韓国代表に選出された（後述）。シーズン中の9月には、1年延期されて開催された杭州アジア競技大会の野球韓国代表に選出された。10月7日の決勝戦で9回裏に登板、無失点に抑え韓国代表はチャイニーズタイペイ代表に2-0で勝利、4大会連続6度目の優勝に貢献し胴上げ投手となった。この優勝によって兵役免除を勝ち取り、シーズン終了後にポスティングによるMLB移籍を表明した。

### パドレス時代

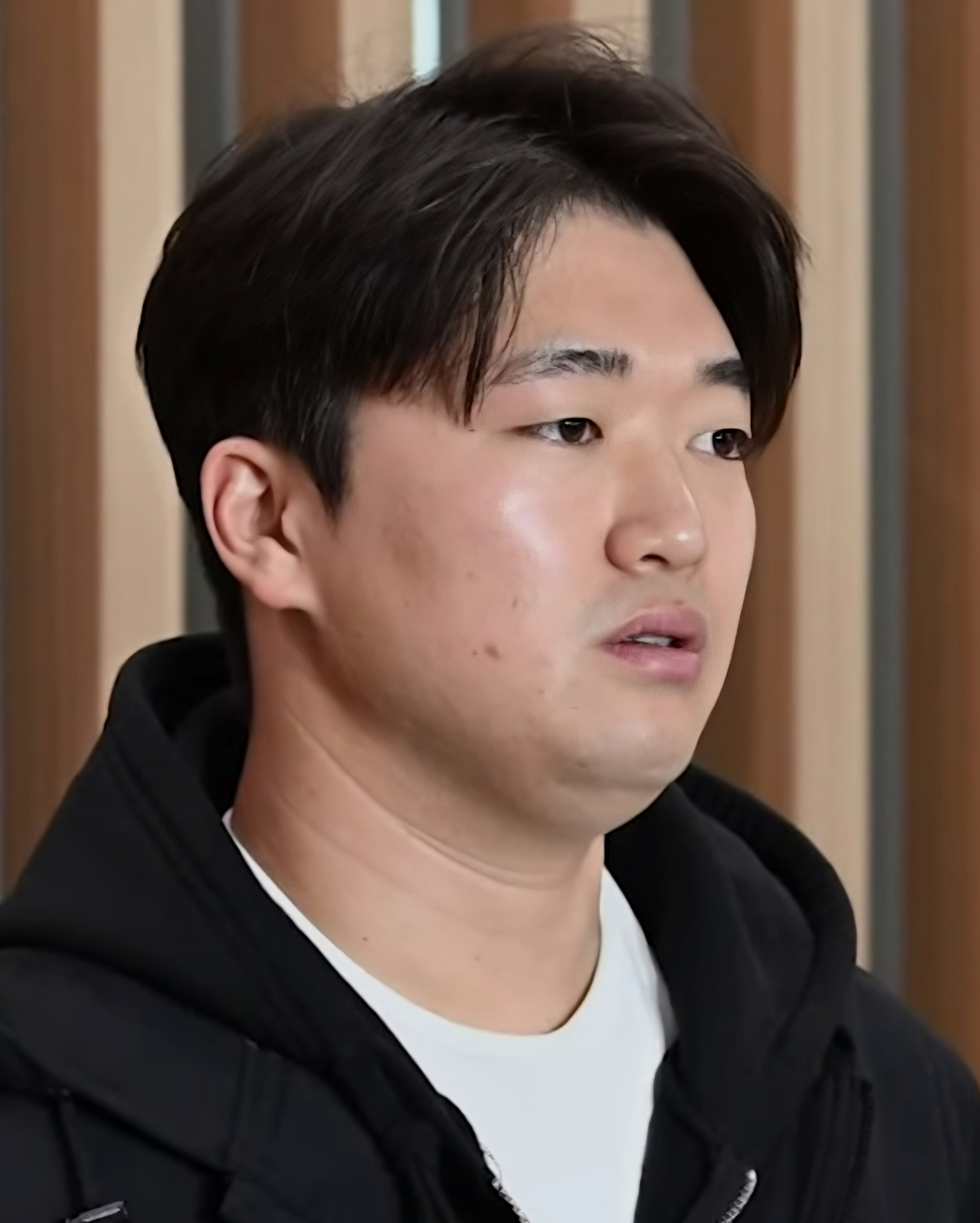
2024年

2024年1月3日にサンディエゴ・パドレスと2年450万ドルで契約した。背番号は21。背ネームは「W.S.GO」。
しかしオープン戦5試合に登板し防御率12.46と結果を残せず、母国・韓国で行われるロサンゼルス・ドジャースとの開幕シリーズ直前にロースターから外され、凱旋登板を果たせずパドレス傘下のAAのサンアントニオ・ミッションズに降格となった。サンアントニオでは10試合登板で防御率4.38という結果に終わり、メジャー昇格のないまま放出された。

### マーリンズ時代
2024年5月4日にルイス・アラエスとのトレードでディロン・ヘッド、ジェイコブ・マーシー、ネイサン・マートレラと共にマイアミ・マーリンズへ移籍した。5月30日、ショーン・アンダーソン獲得に伴いDFAとなった。6月4日には40人枠から外れ、3Aジャクソンビルに送られた。ジャクソンビルでも16試合の登板で防御率4.29とふるわず、7月11日には2Aペンサコーラに降格となった。降格後も最初の3試合でいずれも失点するなど状況は改善されず、ペンサコーラでは18試合の登板で防御率10.42とさらに悪化し、2024年はメジャーリーグで1試合も登板しなかった。
2025年6月17日、メジャーリーグで1試合も登板せずフロリダ・マーリンズからDFAとなった。

### タイガース時代
2025年6月23日、デトロイト・タイガースとマイナー契約を結んだ。

## 選手としての特徴
リリーフとして平均約152km/h・最速158km/hの直球やスライダーを中心に投球を組み立てる。

## 人物
第5回WBC韓国代表の合宿中に受けたインタビューにて、1次ラウンド・プールBの日本戦で大谷翔平に故意死球を当てると発言をした。この発言は国内外から強い批判を受けたため、合宿を終えた2月28日に「大谷があまりにもすごい打者で、弱点がないように見えた。本当に投げるところがなければ痛くないお尻に投げる、と言った」と釈明した。ちなみに、高自身は本戦開始前のオリックス・バファローズとの強化試合で負傷降板し、日本戦のみならず1試合も登板できないまま大会を終えた。

## 詳細情報

### 年度別投手成績
| 年 度     | 球 団     | 登 板 | 先 発 | 完 投 | 完 封 | 無 四 球 | 勝 利 | 敗 戦 | セ 丨 ブ | ホ 丨 ル ド | 勝 率 | 打 者 | 投 球 回 | 被 安 打 | 被 本 塁 打 | 与 四 球 | 敬 遠 | 与 死 球 | 奪 三 振 | 暴 投 | ボ 丨 ク | 失 点 | 自 責 点 | 防 御 率 | W H I P |
| --------- | --------- | ----- | ----- | ----- | ----- | -------- | ----- | ----- | -------- | ----------- | ----- | ----- | -------- | -------- | ----------- | -------- | ----- | -------- | -------- | ----- | -------- | ----- | -------- | -------- | ------- |
| 2017      | LG        | 25    | 0     | 0     | 0     | 0        | 0     | 0     | 0        | 1           | ----  | 118   | 26.0     | 30       | 2           | 11       | 0     | 2        | 23       | 3     | 0        | 13    | 13       | 4.50     | 1.58    |
| 2018      | LG        | 56    | 0     | 0     | 0     | 0        | 3     | 5     | 0        | 3           | .375  | 312   | 67.0     | 69       | 10          | 37       | 0     | 5        | 44       | 2     | 1        | 51    | 44       | 5.91     | 1.58    |
| 2019      | LG        | 65    | 0     | 0     | 0     | 0        | 8     | 2     | 35       | 1           | .800  | 288   | 71.0     | 47       | 4           | 30       | 4     | 4        | 76       | 2     | 0        | 13    | 12       | 1.52     | 1.08    |
| 2020      | LG        | 40    | 0     | 0     | 0     | 0        | 0     | 4     | 17       | 1           | .000  | 183   | 41.2     | 37       | 2           | 19       | 1     | 2        | 51       | 5     | 0        | 22    | 19       | 4.10     | 1.34    |
| 2021      | LG        | 63    | 0     | 0     | 0     | 0        | 1     | 5     | 30       | 0           | .167  | 240   | 58.0     | 47       | 3           | 23       | 5     | 3        | 68       | 1     | 0        | 15    | 14       | 2.17     | 1.21    |
| 2022      | LG        | 61    | 0     | 0     | 0     | 0        | 4     | 2     | 42       | 0           | .667  | 240   | 60.2     | 37       | 6           | 21       | 4     | 1        | 80       | 5     | 0        | 12    | 10       | 1.48     | 0.96    |
| 2023      | LG        | 44    | 0     | 0     | 0     | 0        | 3     | 8     | 15       | 0           | .273  | 190   | 44.0     | 38       | 2           | 22       | 1     | 4        | 59       | 5     | 0        | 19    | 18       | 3.68     | 1.36    |
| 通算：7年 | 通算：7年 | 354   | 0     | 0     | 0     | 0        | 19    | 26    | 139      | 6           | .422  | 1571  | 368.1    | 305      | 29          | 163      | 15    | 21       | 401      | 23    | 1        | 145   | 130      | 3.18     | 1.27    |

- 2023年度シーズン終了時
- 各年度の太字はリーグ最高

### WBSCプレミア12での投手成績
| 年 度 | 代 表 | 登 板 | 先 発 | 勝 利 | 敗 戦 | セ ｜ ブ | 打 者 | 投 球 回 | 被 安 打 | 被 本 塁 打 | 与 四 球 | 敬 遠 | 与 死 球 | 奪 三 振 | 暴 投 | ボ ｜ ク | 失 点 | 自 責 点 | 防 御 率 |
| ----- | ----- | ----- | ----- | ----- | ----- | -------- | ----- | -------- | -------- | ----------- | -------- | ----- | -------- | -------- | ----- | -------- | ----- | -------- | -------- |
| 2019  | 韓国  | 3     | 0     | 0     | 0     | 0        | 15    | 3.0      | 1        | 0           | 4        | 0     | 1        | 3        | 0     | 0        | 2     | 2        | 6.00     |

### オリンピックでの投手成績
| 年 度 | 代 表 | 登 板 | 先 発 | 勝 利 | 敗 戦 | セ ｜ ブ | 打 者 | 投 球 回 | 被 安 打 | 被 本 塁 打 | 与 四 球 | 敬 遠 | 与 死 球 | 奪 三 振 | 暴 投 | ボ ｜ ク | 失 点 | 自 責 点 | 防 御 率 |
| ----- | ----- | ----- | ----- | ----- | ----- | -------- | ----- | -------- | -------- | ----------- | -------- | ----- | -------- | -------- | ----- | -------- | ----- | -------- | -------- |
| 2021  | 韓国  | 4     | 0     | 0     | 1     | 0        | 22    | 4.1      | 6        | 0           | 3        | 1     | 0        | 3        | 1     | 0        | 3     | 3        | 6.23     |

### 代表歴
- 2019 WBSCプレミア12 韓国代表
- 2020年オリンピック野球韓国代表
- 2023 ワールド・ベースボール・クラシック韓国代表
- 2022年アジア競技大会韓国代表

### 背番号
- 19（2017年 - 2023年）